# Cultura Venezuelei
Cultura Venezuelei este rezultatul unor grupuri foarte diferite de influențe culturale și tradiții. 